# یوئن شان‌شان
یوئن شان‌شان (به چینی: 袁姗姗) (زادهٔ ۲۲ فوریه ۱۹۸۷)، که تحت نام مِیبل یوئن نیز شناخته می‌شود، هنرپیشه و خواننده اهل چین است. از فیلم‌ها یا برنامه‌های تلویزیونی که وی در آن نقش داشته‌است می‌توان به شمشیرزن (۲۰۱۳) و مرد جیان بینگ (۲۰۱۵) اشاره کرد.